# Alpen-Adria-Allianz
Die Alpen-Adria-Allianz (AAA) ist ein Netzwerk zur projektorientierten Zusammenarbeit im Alpen-Adria-Raum. Sie wurde am 22. November 2013 in Klagenfurt am Wörthersee (Kärnten) neu gegründet und löste damit die Arbeitsgemeinschaft Alpen-Adria ab. Ordentliche Mitglieder sind die österreichischen Bundesländer Burgenland, Kärnten, Steiermark, die kroatischen Gespanschaften Istrien, Koprivnica Križevci, Krapina-Zagorje, Međimurje, Primorje-Gorski kotar, Varaždin und Zagreb, der Staat Slowenien, vertreten durch den Verband der regionalen Entwicklungsagenturen und die Autonome Provinz Vojvodina (Serbien).
Das Netzwerk lädt Privatleute, öffentliche Gebietskörperschaften sowie private Organisationen und NGOs zu projektorientierten Beiträgen ein.

## Struktur
Die regionalen Regierungschefs treten alle zwei Jahre im Rahmen des Alpen-Adria-Rates zusammen. Die administrative Ebene ist im zweimal jährlich zusammentretenden Lenkungsausschuss vertreten, dessen zentrale Aufgabe die Förderung gemeinsamer Projekte aus dem Budget der Alpen-Adria-Allianz ist. 
Die konkrete projektorientierte Zusammenarbeit wird von sogenannten Thematic Coordination Points (TCPs) koordiniert, welche gegenwärtig zu den Themen Energie und Umwelt, Europa, Gesundheit, Gleichbehandlung, Inklusion, Ländliche Entwicklung und Kulturerbe, Lebenslanges Lernen, Katastrophenschutz, Kunst und Kultur, Sport, Tourismus sowie Wirtschaft eingerichtet sind. 
Seit der Gründung der Alpen-Adria-Allianz wurden mehr als 250 gemeinsame Projekte beschlossen, wovon einige auch aus den EU-Programmen Creative Europe, Europe for Citizens sowie Erasmus+ gefördert wurden. Als Erstansprechpartner für alle Interessierten sind bei allen Mitgliedern Alpen-Adria-Contact Points eingerichtet, wobei jener des Landes Kärnten gleichzeitig als Generalsekretariat der Alpen-Adria-Allianz fungiert.

## Projekte
Die Allianz fördert zum Beispiel Jugend-Basketballturniere, kulturelle Themen wie „Unsichtbare Frauen“ und Folkloreveranstaltungen (From Granny's Chest, „Aus Großmutters Schatztruhe“). Listen der geförderten Projekte für 2014 bis 2016 stehen bei der Regierung der Steiermark zur Verfügung.

## Kooperation
Die Alpen-Adria-Allianz arbeitet nach deren Worten eng mit der Arge Alp, dem Zusammenschluss regionaler Regierungen von zehn Ländern, Provinzen, Regionen und Kantonen der Staaten Österreich, Deutschland, Italien und der Schweiz zusammen.

## Weblink
- Website der Alps-Adriatic-Alliance (englisch)